# Androsace muscoidea
Androsace muscoidea är en viveväxtart som beskrevs av Jean Étienne Duby. Androsace muscoidea ingår i släktet grusvivor, och familjen viveväxter. Inga underarter finns listade i Catalogue of Life.

## Bildgalleri

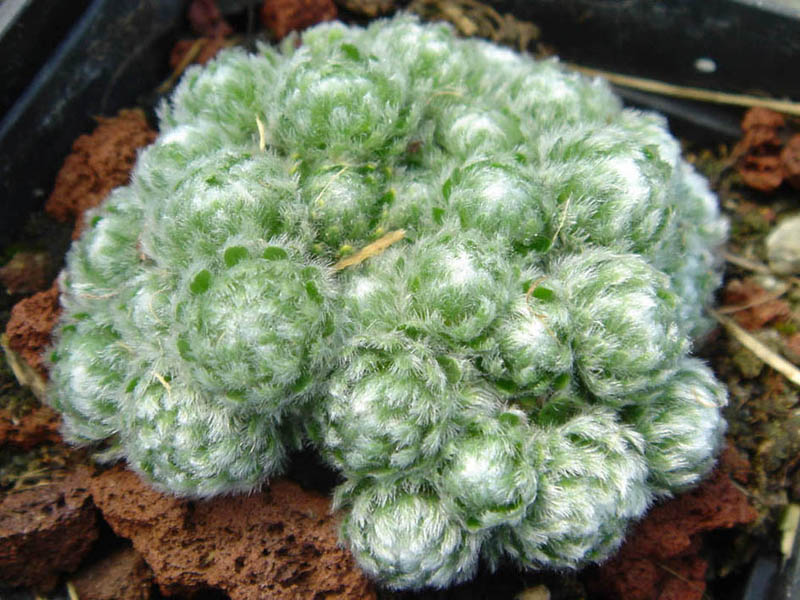
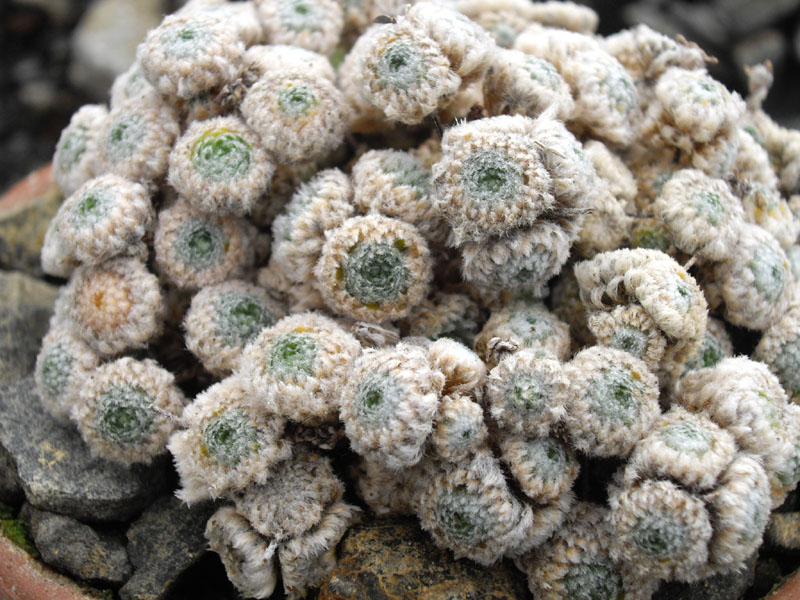
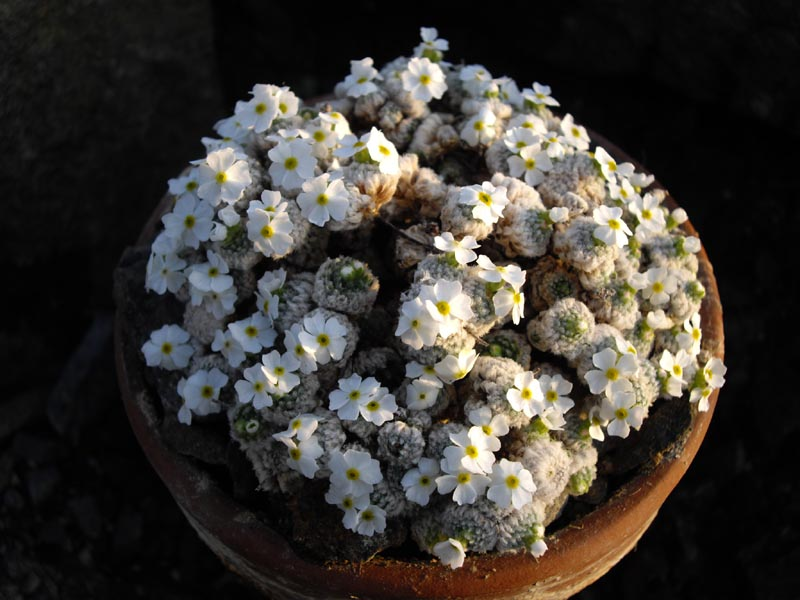
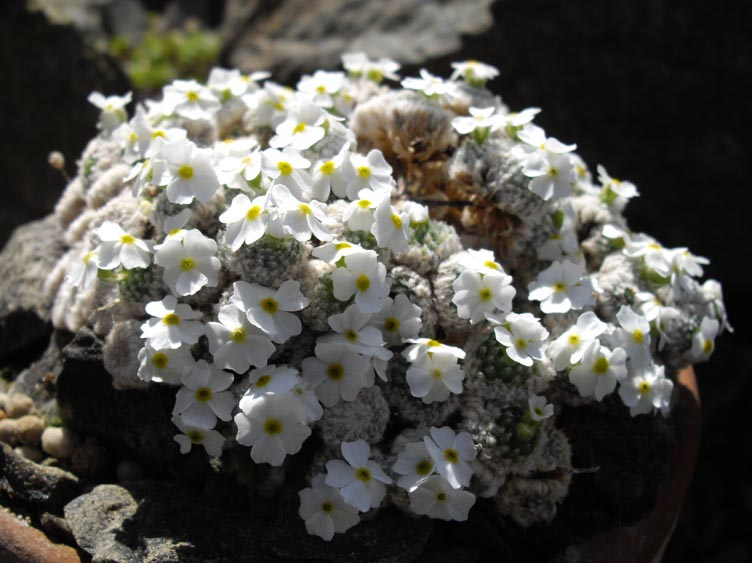